# Купело
Купело (итал. Cupello) је насеље у Италији у округу Кјети, региону Абруцо.
Према процени из 2011. у насељу је живело 3732 становника. Насеље се налази на надморској висини од 282 м.

## Становништво
| 1931. | 1936. | 1951. | 1961. | 1971. | 1981. | 1991. | 2001. | 2011. |
| ----- | ----- | ----- | ----- | ----- | ----- | ----- | ----- | ----- |
| 3.672 | 4.029 | 4.358 | 4.006 | 4.076 | 4.134 | 4.169 | 4.415 | 4.848 |

## Партнерски градови
- Ладисполи